# Turion (botanika)

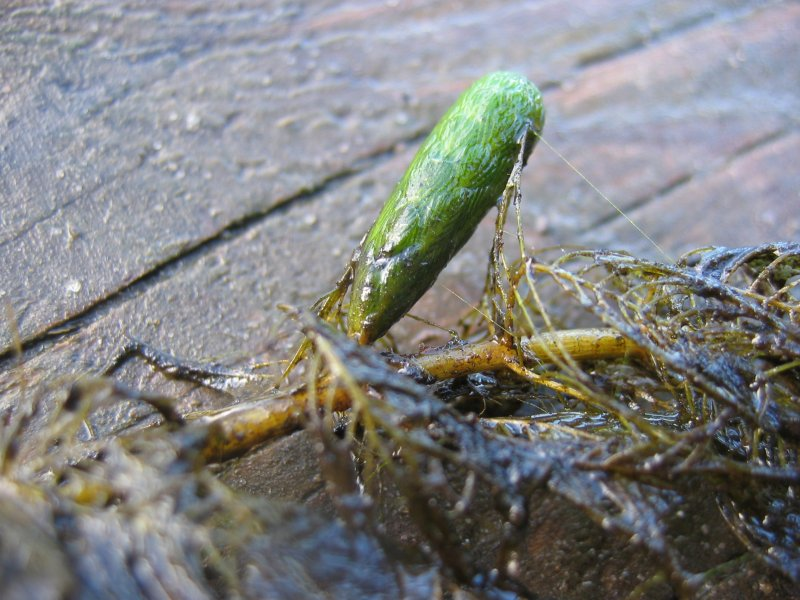
Turion wywłócznika okółkowego Myriophyllum verticillatum.

Turion (łac. turio, pąk zimowy, pąk przetrwalny, zimujące pąki śpiące) – forma rozmnażania i przetrwalnikowa wielu roślin, głównie wodnych (np. wywłócznika okółkowego, żabiścieku pływającego, rogatka sztywnego) umożliwiająca przetrwanie okresu mrozów. Rośliny przed zimą tworzą skrócony pęd z pąkiem wierzchołkowym, zwykle osłonięty gęsto rosnącymi wokół liśćmi. Po oddzieleniu od macierzystej rośliny turion opada na dno zbiornika i przeczekuje niekorzystny okres podczas gdy roślina macierzysta ginie. Wiosną turiony rozwijają się w nowe rośliny, przy czym w wielu przypadkach by rozwinąć się muszą zostać przemrożone w okresie zimowym.